# منتخب كوبا لكرة الصالات
منتخب كوبا الوطني لكرة قدم الصالات (بالإسبانية: Selección de fútbol sala de Cuba) هو ممثل كوبا الرسمي في المنافسات الدولية في كرة الصالات .